# Ingo Bartussek
Ingo Bartussek (* 10. Juli 1957  in Groß-Gerau) ist ein deutscher Tierfotograf. Er ist vor allem durch seine Waschbärfotos bekannt geworden.

## Leben
Seine Fotografien und Zeitschriftenartikel wurden seit Ende der 1990er-Jahre regelmäßig in Zeitschriften wie GEO und dem BBC Wildlife Magazine veröffentlicht. Seine Aufnahmen entstanden sowohl im Rahmen der Forschungsarbeit von Ulf Hohmann im niedersächsischen Solling, als auch mit Hilfe von im eigenen Gehege selbst aufgezogenen und später ausgewilderten Waschbären.
Als Autor des Sachbuchs Die Waschbären kommen, des französischsprachigen Kinderbuchs Le Raton laveur: Vagabond masqué und als Initiator der Wanderausstellung Das heimliche Leben der Waschbären setzt er sich für die Aufklärung der Bevölkerung über die aus Nordamerika eingebürgerte Tierart ein.

## Werke
- Ingo Bartussek, Anne Le Groignec: Le Raton laveur: Vagabond masqué., Collection dirigée par Valérie Tracqui, Éditions MILAN 1999, ISBN 2-8411-3811-9
- zusammen mit Ulf Hohmann und Bernhard Böer: Der Waschbär, Reutlingen 2001 (2., überarbeitete Auflage Reutlingen 2005, ISBN 3-88627-304-0)
- unter Mitarbeit von Ulf Hohmann: Die Waschbären kommen. – Wissenswertes und praktische Tipps für den Umgang mit unseren neuen, wilden Nachbarn, Niedenstein 2004 (ISBN 3-93-258310-8)